# 駿河國風土記
《駿河國風土記》（日语：するがのくにふどき）乃是日本奈良時代初期編纂完成、關於駿河國（今東海道靜岡縣中部、東北部）的風土記。原書已散佚，故以下為佚文記述。

## 概要

### 駿河國號
《駿河國風土記》云，國中有富士川流經，其流速湍急，遂命名為駿河國。

 — 下河邊長流《枕詞燭明抄》上「うちよする」條〈《長流全集》上卷〉

### 三保松原
三保松原位在駿河國有度郡，有度濱北有富士山、南有大洋海、西有久能山，清見關田子浦。其前松林蒼翠，不知其幾千萬株，並非凡境，而是天女、海童遊憩之地。按風土記古老傳說，昔有神女自天降來，在松枝上曝晾羽衣，漁人拾得而見之，輕軟之程度無法形容。所謂六銖衣，是織女機中物。神女乞求返還，漁人不給。神女欲上天卻無羽衣，於是與漁人結為夫婦，實在不得已。後來某日早上，天女取羽衣乘雲而去，漁人亦登仙。

 — 林道春《本朝神社考》第五卷，三一丁表裡「三保」條

### 手兒呼坂
「手兒（てこ）」在東國意謂「女」。風土記記載庵原郡不來見的河岸邊（今興津川河口附近）住著一位妻神，某日夫神越過岩木山（今薩埵山）而來，可是山裡的通道被荒神阻擋無法通過，夫神趁著荒神離開時通過以便與妻神見面。另一方面，妻神每晚來到山邊等待夫神，可是一直等不到夫婿而呼喚其名，於是當地稱為「手兒呼坂」。

 — 下河邊長流《續歌林良材集》上「て子のよひ坂の事」條〈『長流全集』上卷〉

### 富士之雪
富士山的雪在6月15日消失了，直到子時才又降下新雪。

 — 仙覺《萬葉集註釋》卷三

## 內部連結
- 古風土記

## 外部連結
- 風土逸文【參考】